# Kuleava, Jovkva
Kuleava (în ucraineană Кулява) este o comună în raionul Jovkva, regiunea Liov, Ucraina, formată numai din satul de reședință.

## Demografie
Componența lingvistică a comunei Kuleava
     Ucraineană (100%)
Conform recensământului din 2001, toată populația comunei Kuleava era vorbitoare de ucraineană (100%).